# Abdul Ali Khan Sadigh-es-Saltaneh
Mirza Abdul Ali Khan Sadigh-es-Saltaneh (* 1876; † im 20. Jahrhundert) war ein persischer Diplomat.

## Leben
Sadigh-es-Saltaneh war ein Enkel von Fath Ali Schah. Sein Vater war ein Neffe und Zeremonienmeister von Mozaffar ad-Din Schah. Er studierte am Muzzafary College, Täbris. 1897 wurde er zum Kammerherr am Hof von Mozaffar ad-Din Schah ernannt. 1899 trat er in den auswärtigen Dienst und wurde kaiserlicher Beauftragter bei der Anglo-Persian Oil Company, in London. 1910 wurde er zum Botschaftsrat an der Botschaft in London ernannt. 1915 wurde er zum Ministre plénipotentiaire ernannt. 1919 war Abdul Ali Khan, Sadigh-es-Saltaneh, Ministre plénipotentiaire in Washington, D.C., dort trug er eine Grußadresse von Ahmad Schah Kadschar zum 15. internationalen Kongress gegen den Alkoholismus vom 21. bis zum 26. September 1920 vor.
In seiner Amtszeit in Berlin wurden dort angebliche Nebenabsprachen zum Anglo-iranischen Vertrag von 1919 behauptet, die Sadigh-es-Saltaneh dementierte.